# Miklós József Esterházy de Galántha
Miklós József Esterházy de Galántha (18 de desembre de 1714 - 28 de setembre de 1790) va ser un príncep hongarès, membre de la famosa família Esterházy. A més d'una carrera militar lluent, va ser conegut com a promotor de les belles arts.
Va rebre el sobrenom «el Magnífic» pels edificis fastuosos que va erigir (com el palau d'Esterhaz o la presa al llac de Neusiedl), la seva roba extravagant, i el gust per l'òpera i altres grans produccions musicals. És recordat com el principal mecenes del compositor Joseph Haydn.